# Izbul, Șumen
Izbul (în bulgară Избул) este un sat în comuna Novi Pazar, regiunea Șumen,  Bulgaria. 

## Demografie
Componența etnică a satului Izbul
     Turci (75,09%)
     Bulgari (13,75%)
     Nicio identificare (11,15%)
     Altele (0%)
La recensământul din 2011, populația satului Izbul era de 269 locuitori. Din punct de vedere etnic, majoritatea locuitorilor (75,09%) erau turci, cu o minoritate de bulgari (13,75%). Pentru 11,15% din locuitori nu este cunoscută apartenența etnică.